# Phthiracarus mediocris
Phthiracarus mediocris är en kvalsterart som beskrevs av Wojciech Niedbała 1984. Phthiracarus mediocris ingår i släktet Phthiracarus och familjen Phthiracaridae. Inga underarter finns listade i Catalogue of Life.